# أوتو إبراهمسين
أوتو إبراهمسين (بالنرويجية البوكمول: Isak Abrahamsen)‏ هو لاعب جمباز فني نرويجي، ولد في 28 أبريل 1891 في برغن في النرويج، وتوفي في 22 أبريل 1972 في أوسلو في النرويج.

## وصلات خارجية
- أوتو إبراهمسين على موقع أوليمبيديا (الإنجليزية)